# Placynthium
Placynthium (Ach.) Gray (rozłożyk) – rodzaj grzybów z rodziny rozłożykowatych (Placynthiaceae). Ze względu na współżycie z glonami zaliczany jest do grupy porostów.

## Systematyka i nazewnictwo
Pozycja w klasyfikacji według Index Fungorum: Placynthiaceae, Peltigerales, Lecanoromycetidae, Lecanoromycetes, Pezizomycotina, Ascomycota, Fungi.
Synonimy nazwy naukowej: Antarctomia D.C. Linds.,  
Anziella Gyeln.,  
Calkinsia Nieuwl.,  
Callolechia Kremp., (1869)
Collema subdiv. Placynthium Ach.,  
Collolechia A. Massal.,  
Lecothecium Trevis.,  
Lecozonia Trevis.,  
Llanolichen Tomas. & Cif.,  
Llanomyces Cif. & Tomas.,  
Pannularia Nyl., in Hue,  
Placynthiomyces Cif. & Tomas.,  
Pterygium Nyl.,  
Racoblenna A. Massal.,  
Wilmsia Körb..
Nazwa polska według W. Fałtynowicza.

## Gatunki występujące w Polsce
- Placynthium filiforme (Garov.) M. Choisy 1951 – rozłożyk smukły
- Placynthium garovaglioi (A. Massal.) Zahlbr. 1925 – rozłożyk niebieskawy
- Placynthium hungaricum Gyeln. 1939 – rozłożyk węgierski
- Placynthium nigrum (Huds.) Gray 1821 – rozłożyk czarny
- Placynthium pannariellum (Nyl.) H. Magn. 1936 – rozłożyk łuseczkowaty
- Placynthium subradiatum (Nyl.) Arnold 1884 – rozłożyk półpromienny
- Placynthium tantaleum (Hepp) Hue 1906 – rozłożyk zwyczajny
- Placynthium tremniacum (A. Massal.) Jatta 1900 – rozłożyk tremniacki

Nazwy naukowe na podstawie Index Fungorum.  Nazwy polskie według W. Fałtynowicza.